# Har Šlomo
Har Šlomo (hebrejsky: הר שלמה) je vrch o nadmořské výšce 705 metrů (někdy uváděno 696 metrů) v jižním Izraeli, v pohoří Harej Ejlat.
Nachází se cca 6 kilometrů severozápadně od centra města Ejlat a necelé 3 kilometry východně od mezistátní hranice mezi Izraelem a Egyptem. Má podobu výrazného odlesněného skalního masivu, jehož svahy na všechny strany prudce spadají do hlubokých údolí, jimiž protékají vádí. Na západní straně je to vádí Nachal Šlomo, které teče do Akabského zálivu, na severu terén klesá do Nachal Netafim, do kterého z Har Šlomo stéká vádí Nachal Bat Ševa. Okolní krajina je členěna četnými skalnatými vrchy. Na jih od hlavního vrcholu Har Šlomo se zvedá dílčí vyvýšenina Har Asa. Dál k jihu terén klesá do nevelké náhorní plošiny Ramat Jotam. Na západ od Har Šlomo stojí vrchy Har Jo'aš a Har Jehoram, mezi nimiž vede od pobřeží silnice číslo 12. Na jihozápadě stojí vrch Har Jehošafat. Hora je turisticky využívána, z vrcholu se nabízí kruhový výhled na okolní krajinu. Pod svahy Har Šlomo prochází Izraelská stezka, jež nedaleko odtud na egyptské hranici končí.